# サーモグラフィー

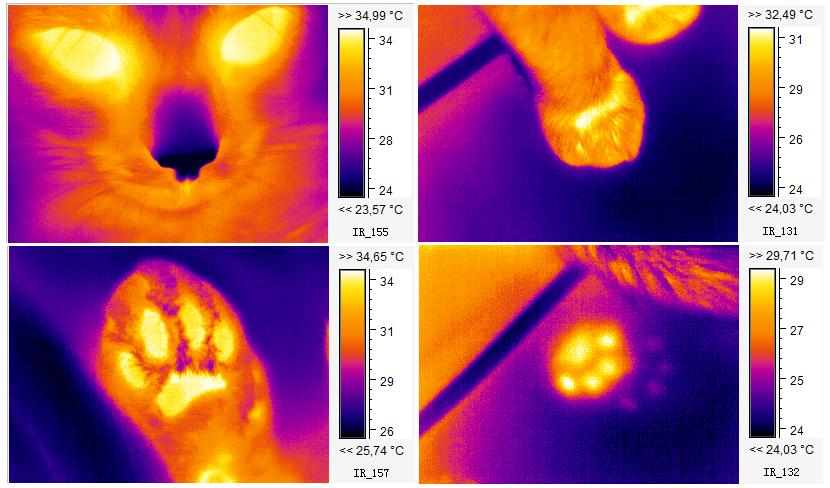
ネコの熱分布画像

サーモグラフィー（英: thermography）は、物体から放射される赤外線を分析し、熱分布を図として表した画像、またはその画像を取得する装置である。
赤外線は、すべての物質から放射されており、その強度は、絶対温度の4乗に比例する。そのため、赤外線によって感光するカメラを用いて対象を撮影し、赤外線の放射強度を分析することにより、対象の表面温度を可視化することができる。

## 医療

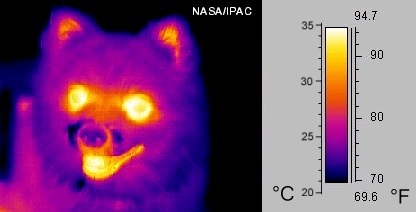
子犬の熱分布画像

医療では体表面の皮膚温度分布を測定し、それを色分布などで画像化して乳癌、手足などの血流の低下などの診断に用いる。

### サーモグラフィー検査適用疾患
血行障害
動脈狭窄・閉塞性疾患、動脈瘤、動静脈瘤、血管奇形、淋巴浮腫等の疾患、血流に影響を及ぼす薬剤・治療法の効果の経過観察、移植皮膚片の活着状況の判定、インポテンツの病態分析。
代謝異常
多くの皮膚疾患、皮下組織疾患など。
慢性疼痛
慢性疼痛疾患症、頭痛、後頭神経痛、三叉神経痛、内臓関連痛、脊椎神経根刺激症状（椎間板ヘルニアなど）などの筋神経疾患および間歇性跛行など。
自律神経障害
自律神経疾患、脊髄神経疾患、および交感神経系に影響を及ぼすと思われる神経疾患神経ブロックの効果判定麻酔深度および部位の判定、Raynaud疾患の各種負荷による分析、電気刺激の効果判定。
炎症
各種表在性急性炎症、リュウマチ様関節炎慢性炎症の経過観察や消炎剤の治療効果の判定。
腫瘍
乳房腫瘍、甲状腺腫、皮膚腫瘍、骨肉腫、陰嚢水腫、その他の表在性腫瘍、転移腫瘍の発見と悪性度の判定。
体温異常
神経性食思不振、温度中枢の異常を思わせる疾患、ショックのモニター。

### 医療用サーモグラフィ
サーモグラフィー装置の中には、医療専用の装置である医療用サーモグラフィーがある。それを使ってサーモグラフィー検査をすると、診療報酬（保険）の対象となる。ただし、医療用サーモグラフィーは通常のサーモグラフィより更に高額となるためになかなか普及していなかったが、最近ではこの医療用サーモグラフィーをレンタルする所もでてきている。
国際空港や公共施設などで、新型インフルエンザなどの発熱を伴う、伝染性疾患の簡易検査にも用いられている。

## 建築

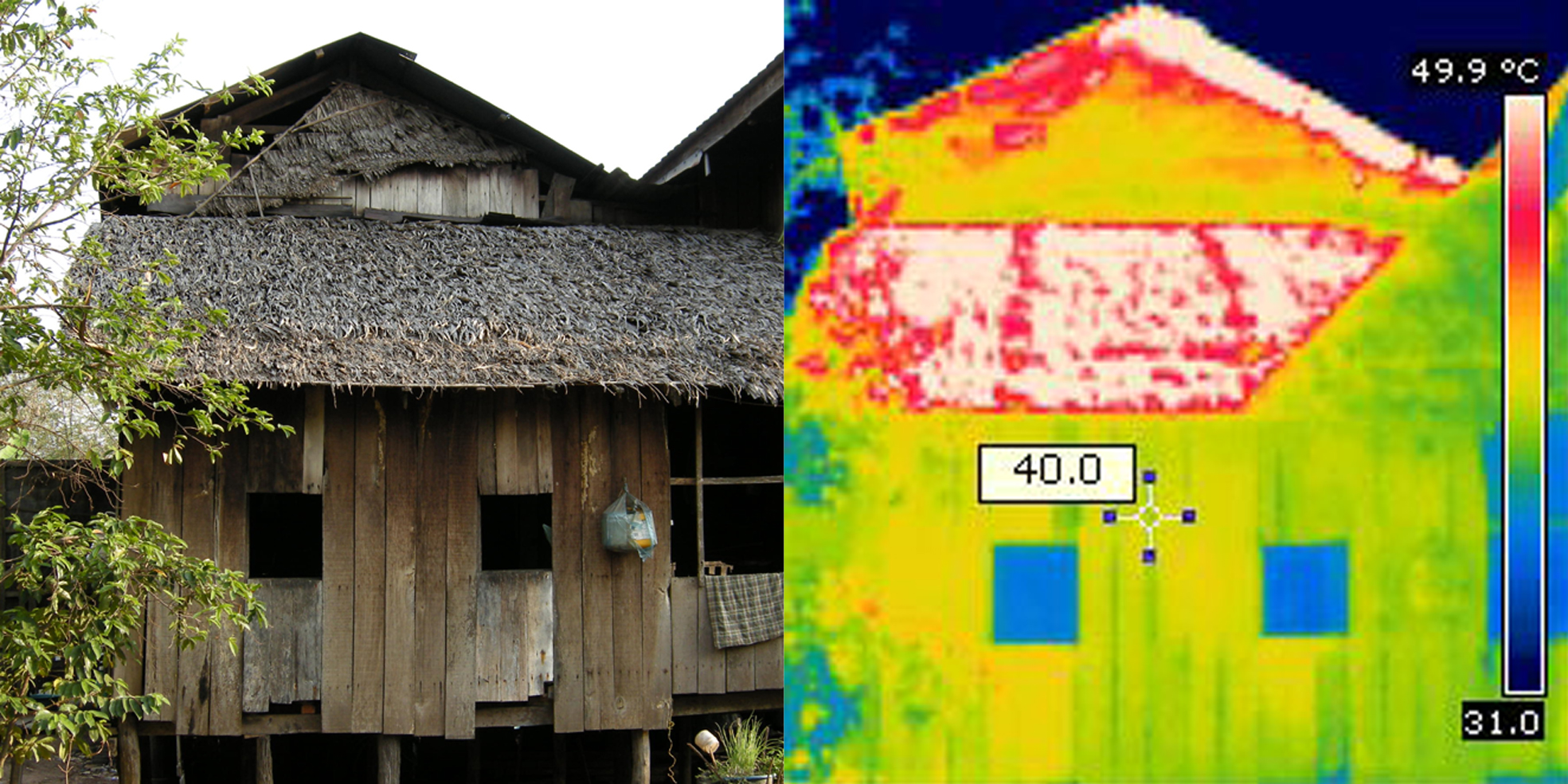
建物(左:実写、右:サーモグラフィー)

外壁タイルの浮きなどの調査用として撮影される。
タイルとモルタルの接着強度の低下により空気層ができる。この空気層が太陽光や外気温により温度が上昇することを利用し、タイルの浮きを判断する。そのほか、同様に温度差を利用して、外壁の中の雨漏りの経路の調査、断熱不良部分の調査、さらに木造建築物の壁の内部に設けられた筋かいの有無の調査にも応用範囲が広がっている。

## 設備

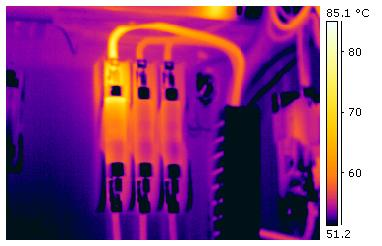
ヒューズブロックの異常

電気設備の劣化調査として撮影される。
接触不良による不具合箇所は温度が上昇する。

## 軍用
近年では、軍事分野でのサーモグラフィー技術の応用も広がっており、その装置は熱線暗視装置（英: thermal imager）と通称される。ただし、他分野では対象物の精査に用いられることが多いのに対して、軍事分野では、対象物を精査する以前に、これを捜索・探知する段階でも用いられる。これは、サーモグラフィー技術で用いられる遠赤外線（波長 4〜1000μm）帯域には、下記のような特性があるためである。
- 可視光線と比べて解像度が劣る一方で透過能力に優れるため、霧や煙幕などがあっても、ある程度は透視しうる
- あらゆる物体がそれ自身の温度によった遠赤外線を出しているため、光源が無い場所でも目標を視認することが可能となる

受光素子の技術進歩を受けて、1990年代以降は普及が徐々に進んでおり、航空機にIRSTやFLIRとして搭載されているほか、軍用車両や、さらには個人用暗視装置への応用も行われている。